# Olly von Flint

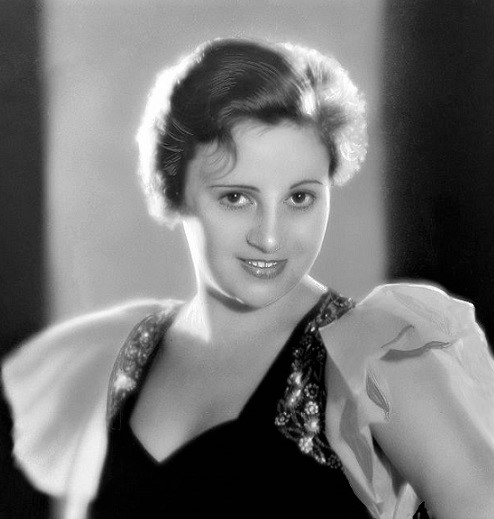

Olly von Flint, gebürtig Olga Radványi (* 1. März 1910 in Wien; † 22. Januar 1993 in Los Angeles) war eine österreichische Filmschauspielerin.

## Leben
Sie spielte in der deutschsprachigen Version des Klassikers des deutschen Tonfilms Der Tunnel (Regie Curtis Bernhardt) die Rolle der Mary Allan. In dem Film Hannerl und ihre Liebhaber (auch unter dem Titel Saison in Grinzing veröffentlicht) (Regie Werner Hochbaum) hat sie neben ihrer Rolle als Schauspielerin auch das Lied „Soviel Sehnsucht ist in mir“ beigetragen.
Olly von Flint emigrierte in die Vereinigten Staaten. Sie lebte dort zuletzt unter dem Namen Abramovitz.

## Filmografie
- 1931/1932: Es wird geheiratet
- 1932: Baby
- 1933: Der Tunnel
- 1935: Der Schlafwagenkontrolleur
- 1935: La Marraine de Charley
- 1936: Hannerl und ihre Liebhaber